# Chiesa di Santa Maria della Pietà al Colosseo
La chiesa di Santa Maria della Pietà al Colosseo è un luogo di culto cattolico di Roma, nel rione Celio, all'interno del Colosseo.

## Storia
La piccola chiesa è inserita in uno dei fornici dell'anfiteatro Flavio; già esisteva, come edicola sacra, ai tempi di papa Paolo IV (1555-1559). L'Armellini racconta che:
(Cfr. bibliografia, op. cit., pag. 523)
In seguito, nel 1622, l'edicola fu acquistata dalla Confraternita del Gonfalone che la trasformò in un oratorio, e lo affidò ad un monaco eremita che vi abitava stabilmente quale custode del luogo. L'oratorio appartenne al Gonfalone fino al 1936; poi passò di mano e fu affidato dal 1955 al Circolo San Pietro, che tuttora lo gestisce e vi celebra una messa ogni sabato e domenica. All'interno è presente, sull'altare maggiore, un bassorilievo del XIX secolo, che raffigura la Madonna addolorata.